# Kjúšú Q1W
Kjúšú Q1W Tókai (japonsky: 東海, Východní moře, spojenecký kód Lorna) byl dvoumotorový protiponorkový a cvičný letoun Japonského císařského námořního letectva užívaný v druhé světové válce.

## Vznik
Letoun Q1W vznikl na základě požadavku na spolehlivý třímístný specializovaný protiponorkový stroj schopný střemhlavého útoku. Podrobné specifikace byly zahrnuty v propozici Generálního štábu námořního letectva 17-Ši z roku 1942. Realizace letounu byla svěřena společnosti Watanabe Tekkodžó K. K., která se v roce 1943 stala součástí Kjúšú Hikóki K. K.

## Vývoj

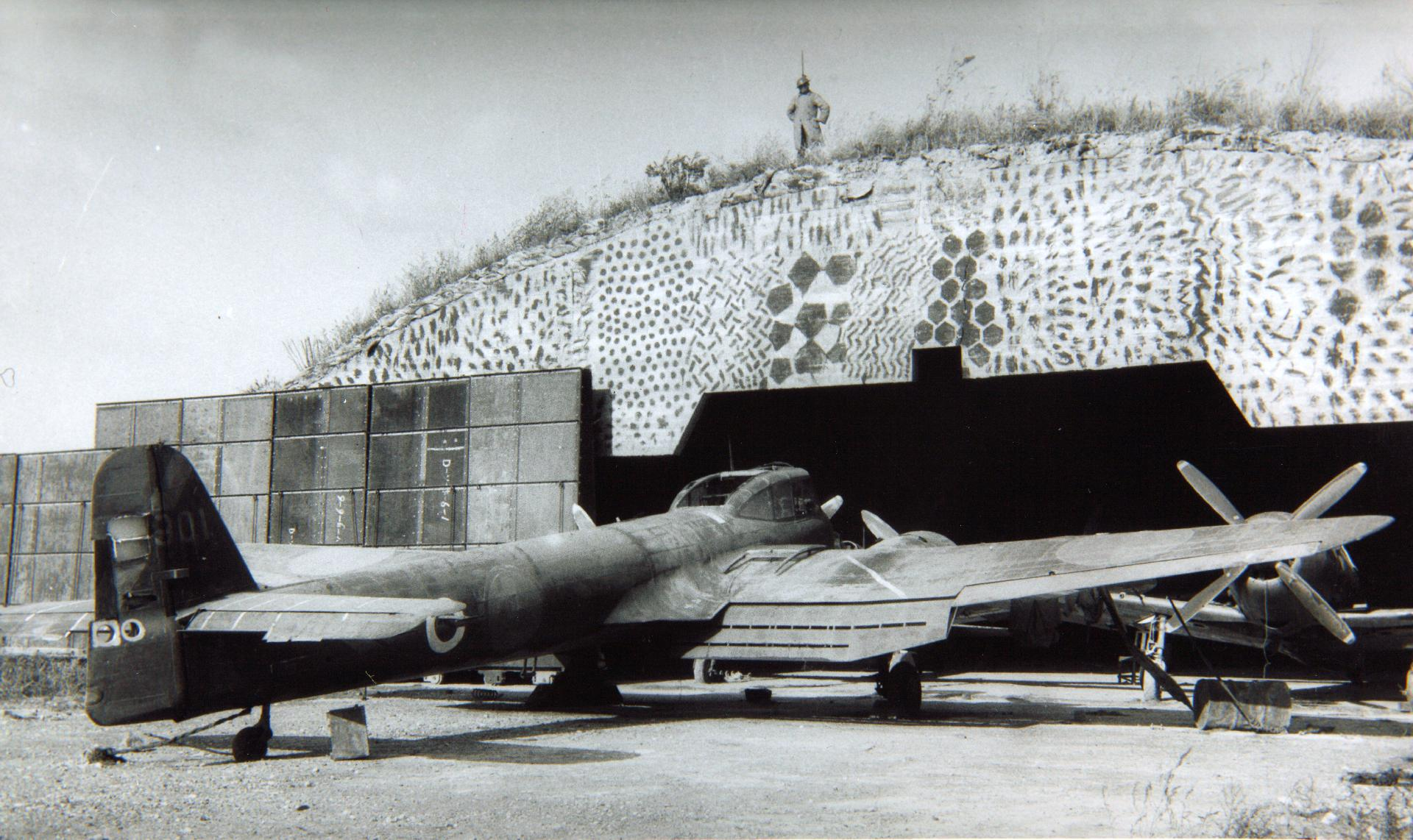
Q1W

První prototyp Kjúšú Q1W1 vzlétl v září roku 1943 a vykazoval tak dobré letové výsledky, že byl celkem bez větších úprav přijat do výzbroje námořního letectva. Pohon zajišťovala dvojice vzduchem chlazených hvězdicových devítiválců Hitači GK2C Amakaze 31 o vzletovém výkonu po 455 kW. Motory svůj výkon přenášely na kovové třílisté stavitelné vrtule. Výzbroj tvořil jeden vzad střílející pohyblivý obranný kulomet Typ 92 ráže 7,7 mm. Veškerá závěsná výzbroj byla nesena pod centroplánem křídla do hmotnosti 500 kg. Důležitou součástí vybavení byl protilodní radar typ 3, jehož antény vyčnívaly z boků trupu a náběžné hrany pravé poloviny křídla. Nutností byly vztlakové klapky, které při výchylce 90° fungovaly jako aerodynamické brzdy.
Sériová výroba základní verze začala na jaře 1944 a trvala až do konce války. U některých sériových letounů byl obranný kulomet nahrazen kanónem ráže 20 mm se změnou označení na Q1W1a.
V závěru války byly z úsporných důvodů stavěny také stroje s dřevěnou zadní částí trupu Q1W2. Dokončen byl rovněž jeden prototyp celodřevěného čtyřmístného Q1W1-K, určeného k výcviku operátorů elektronického zařízení.

## Nasazení
Letouny Tokai vzlétaly z letišť v Japonsku, na Formose i v Číně a doprovázely lodní konvoje z bohatých území Holandské východní Indie.
Po ukončení války byly dva stroje Q1W1 ze čtyř ukořistěných zkoušeny v USA.

## Specifikace

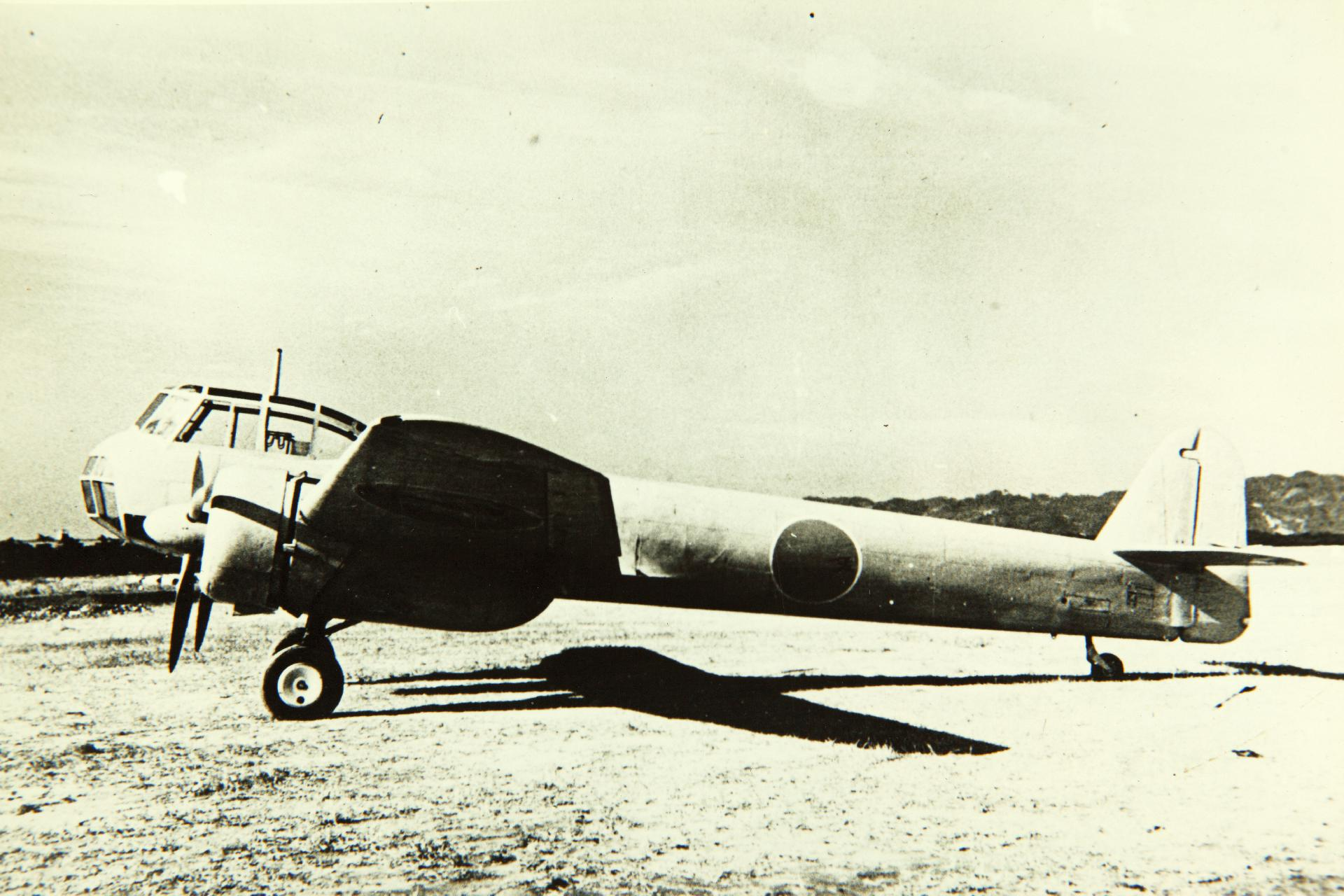
Prototyp Kjúšú Q1W1 Tókai, konec roku 1943

### Technické údaje
- Osádka: 3–4
- Rozpětí: 16,00 m
- Délka: 12,08 m
- Výška: 4,11 m
- Nosná plocha: 38,21 m²
- Hmotnost prázdného letounu: 3102 kg
- Vzletová hmotnost: 4800 kg
- Max. vzletová hmotnost: 5318 kg
- Pohonná jednotka: 2 × vzduchem chlazený hvězdicový devítiválec Hitači GK2C Amakaze 31 s výkonem 455 kW

### Výkony
- Max. rychlost: 322 km/h
- Cestovní rychlost: 241 km/h
- Výstup do 2000 m: 8 min 44 sekund
- Dostup: 4490 m
- Dolet: 1342 km
- Max. dolet: 2415 km

### Výzbroj
- 1 × kulomet typ 92 ráže 7,7 mm nebo 1–2 × kanón typ 99 ráže 20 mm
- 500 kg pum nebo hlubinných náloží